# Saarijärvi (Gällivare socken, Lappland, 749344-168506)
Saarijärvi är en sjö i Gällivare kommun i Lappland och ingår i Kalixälvens huvudavrinningsområde. Sjön har en area på 0,39 kvadratkilometer och ligger 503 meter över havet. Saarijärvi ligger i Lina fjällurskog Natura 2000-område.

## Delavrinningsområde
Saarijärvi ingår i det delavrinningsområde (749273-168615) som SMHI kallar för Ovan 749445-168342. Medelhöjden är 527 meter över havet och ytan är 23,13 kvadratkilometer. Det finns ett avrinningsområde uppströms, och räknas det in blir den ackumulerade arean 40,65 kvadratkilometer. Låpesj-Jåkka som avvattnar avrinningsområdet har biflödesordning 2, vilket innebär att vattnet flödar genom totalt 2 vattendrag innan det når havet efter 338 kilometer. Avrinningsområdet består mestadels av skog (58 procent) och sankmarker (35 procent). Avrinningsområdet har 0,87 kvadratkilometer vattenytor vilket ger det en sjöprocent på 3,7 procent.